# Площадь Грищенко (Мелитополь)
Площадь Грищенко (укр. Площа Грищенка) — площадь в Мелитополе, расположенная возле машиностроительного завода «Рефма» (бывший «Холодмаш») на Интеркультурной улице. Недалеко от площади находится южный выезд из города в сторону Константиновки.

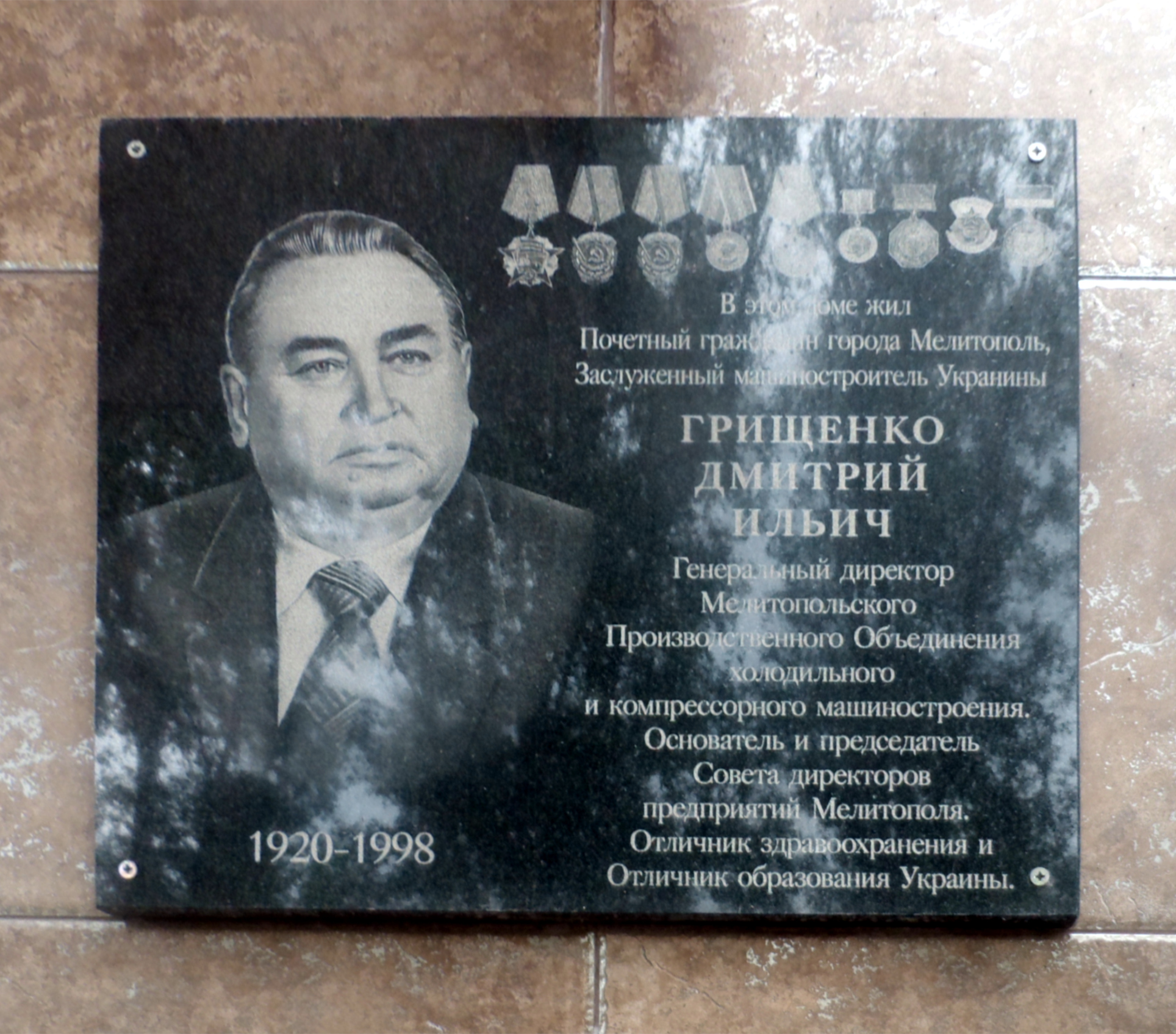
Почётный гражданин Мелитополя Дмитрий Грищенко посвятил заводу более четверти века, долгое время был его директором

На площади находится конечная автобусная остановка «Рефма».

## История
Точное время появления площади установить сложно. Первая механическая мастерская на юго-восточной окраине Мелитополя открылась в 1936 году, и с тех пор произошёл ряд реконструкций, перепрофилирований и переименований, прежде чем завод принял свой современный вид. Долгое время площадь возле завода оставалась безымянной, пока 27 мая 2008 года на сессии горсовета не было принято решение о присвоении ей названия в честь Дмитрия Ильича Грищенко (1920-1998). Почётный гражданин Мелитополя Дмитрий Грищенко посвятил заводу более четверти века, долгое время был его директором.

## Галерея
|       |                          |           |                        |
| завод | монумент воинам-афганцам | остановка | фигура напротив завода |